# Kerk van Nijeveen
De Hervormde kerk van Nijeveen, ook Sint-Barbarakerk, is een eenbeukige kerk met driezijdig gesloten koor die gebouwd is vlak na 1477. De kerk in het Drentse dorp Nijeveen is in 1965 aangewezen als rijksmonument.

## Beschrijving

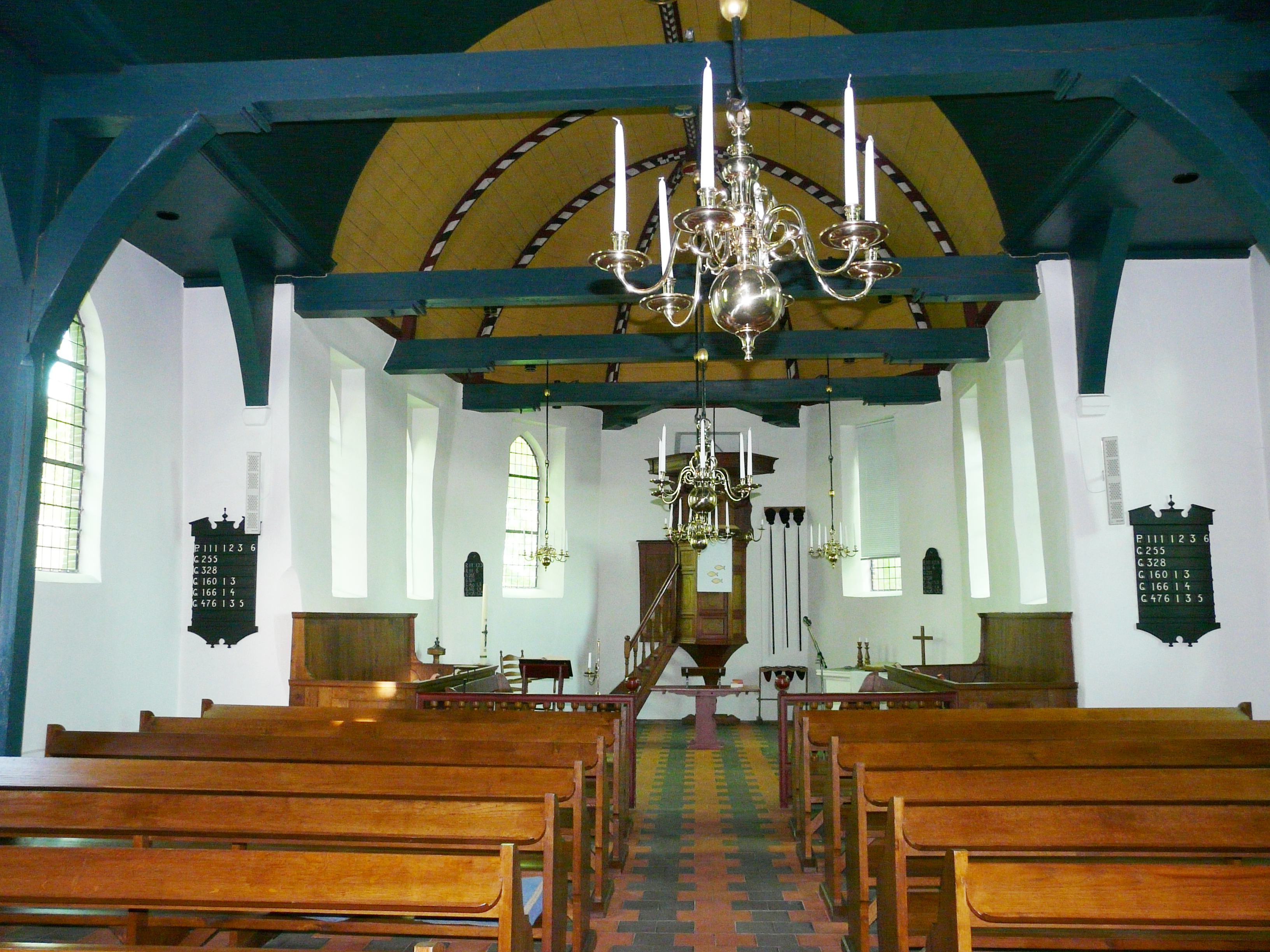
interieur

Nijeveen werd in 1477 afgescheiden van de kerk in Havelte. De kerk heeft twee pseudo zijbeuken, die mogelijk gemaakt worden door de gebintenconstructie die doet denken aan een hallenhuis. Boven de gebinten wordt de kerk gedekt door een tongewelf. Het schip heeft aan beide zijden vier spitsboogvensters. Het koor heeft er twee aan iedere zijde en een in de sluitmuren. Het venster in de middelste sluitmuur is dichtgezet.
De slanke toren is deels ingebouwd. Hoewel het torenkruis 1683 vermeld dateert de toren uit het bouwjaar van de kerk. Wellicht is de toren in 1683 hersteld. In de toren hangt een klok uit 1947 die eerdere klokken uit 1613 en 1849 vervangt.
De kerk heeft een avondmaalstafel uit 1631 met twee tinnen bekers. De preekstoel, geplaatst tegen de middelste sluitmuur van het koor, is uit 1744. In het koor staat ook nog een offertafel uit de bouwtijd van de kerk. Op de vloer ligt een zerk uit 1506 met miskelk en hostie, vermoedelijk van een der eerste priesters van de kerk.
Het orgel is gebouwd in 1846 door Schulting en Maarschalkerweerd uit Utrecht. Het werd in 1892 in Nijeveen geplaatst nadat het eerder dienst had gedaan in Zierikzee en Meppel.
Het gebouw is in de loop der tijd meermalen gerenoveerd. De laatste restauratie vond plaats in 1976.

## Fotogalerij

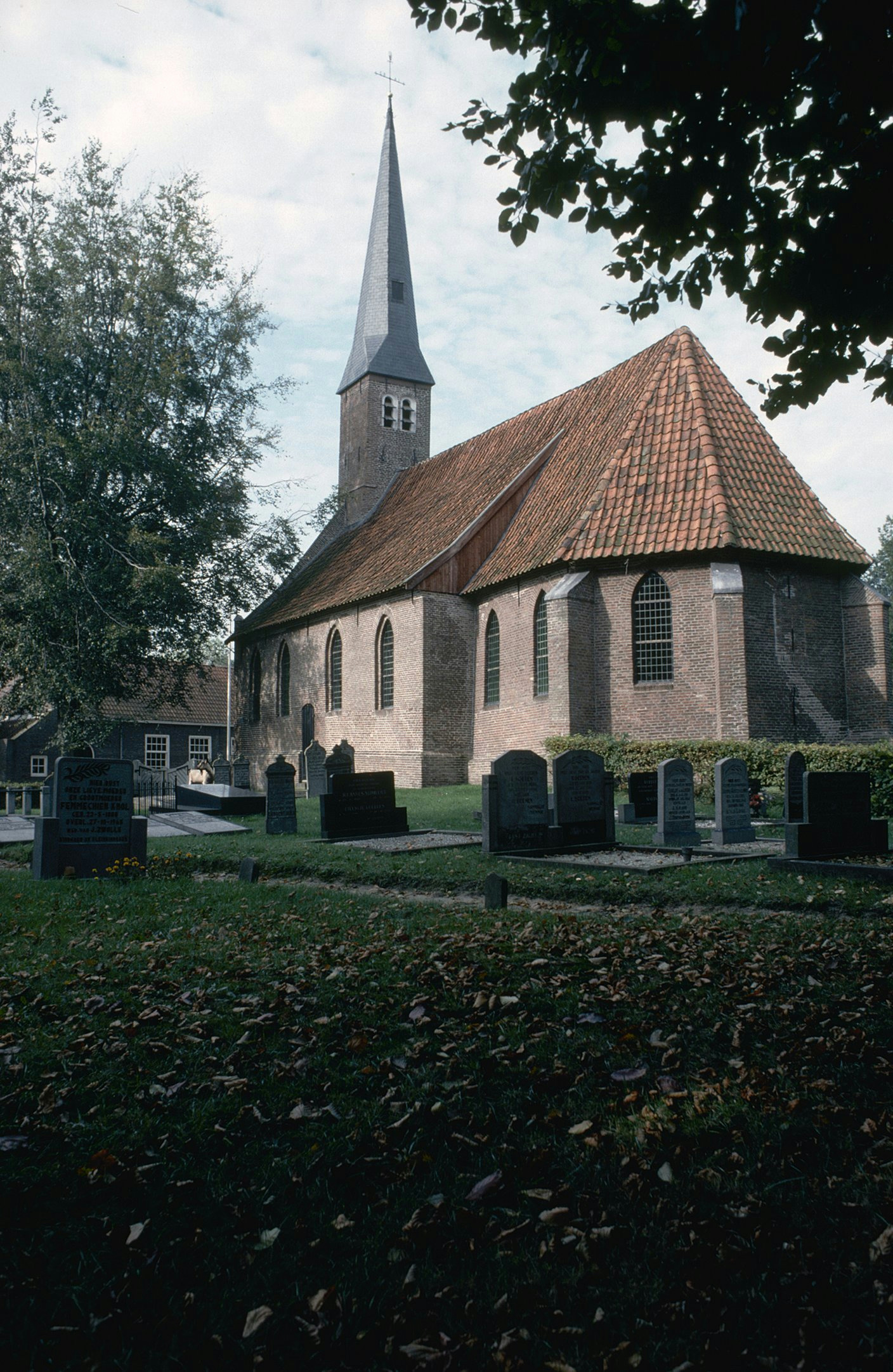
Kerk met kerkhof, achterzijde
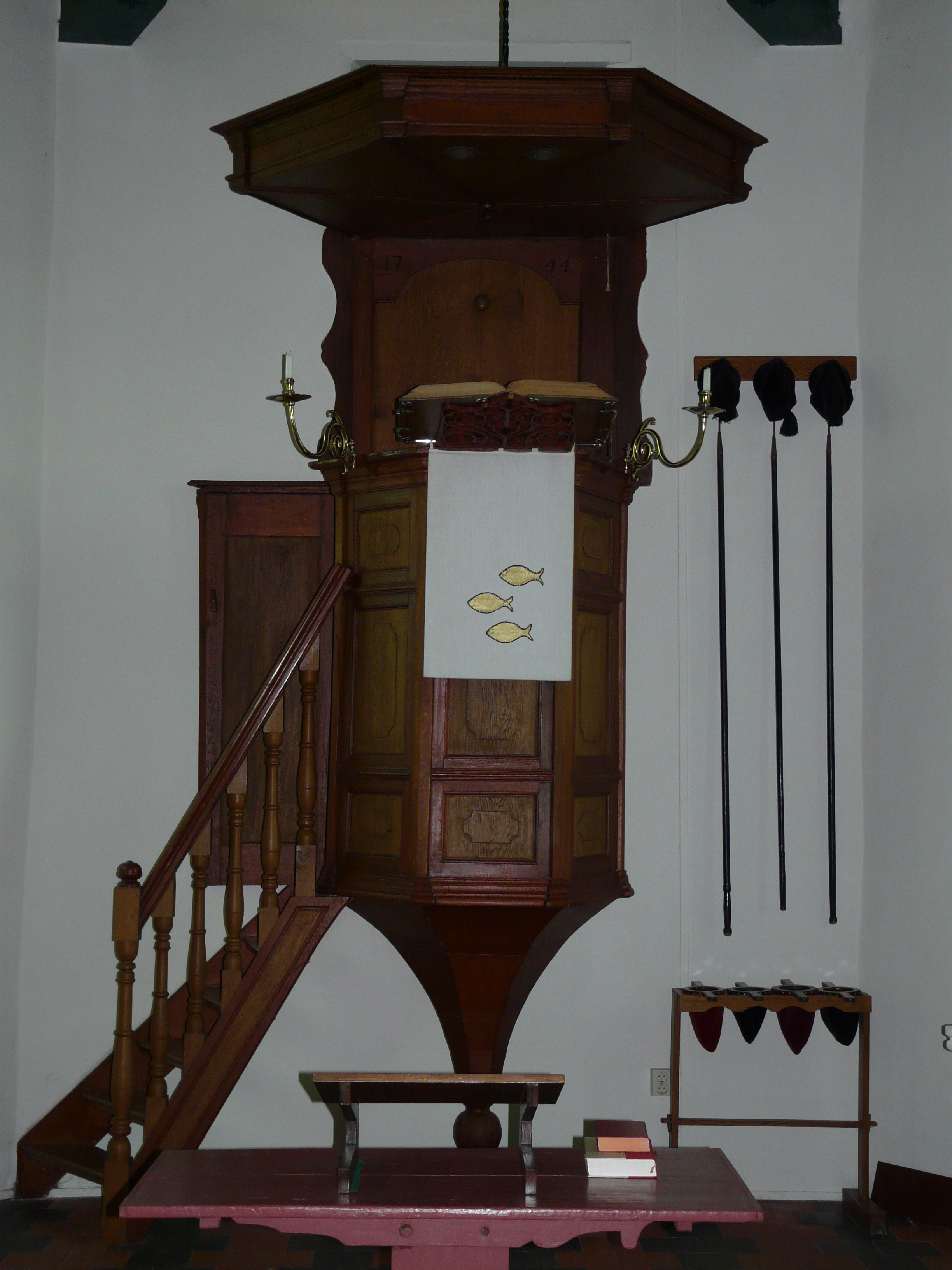
Preekstoel
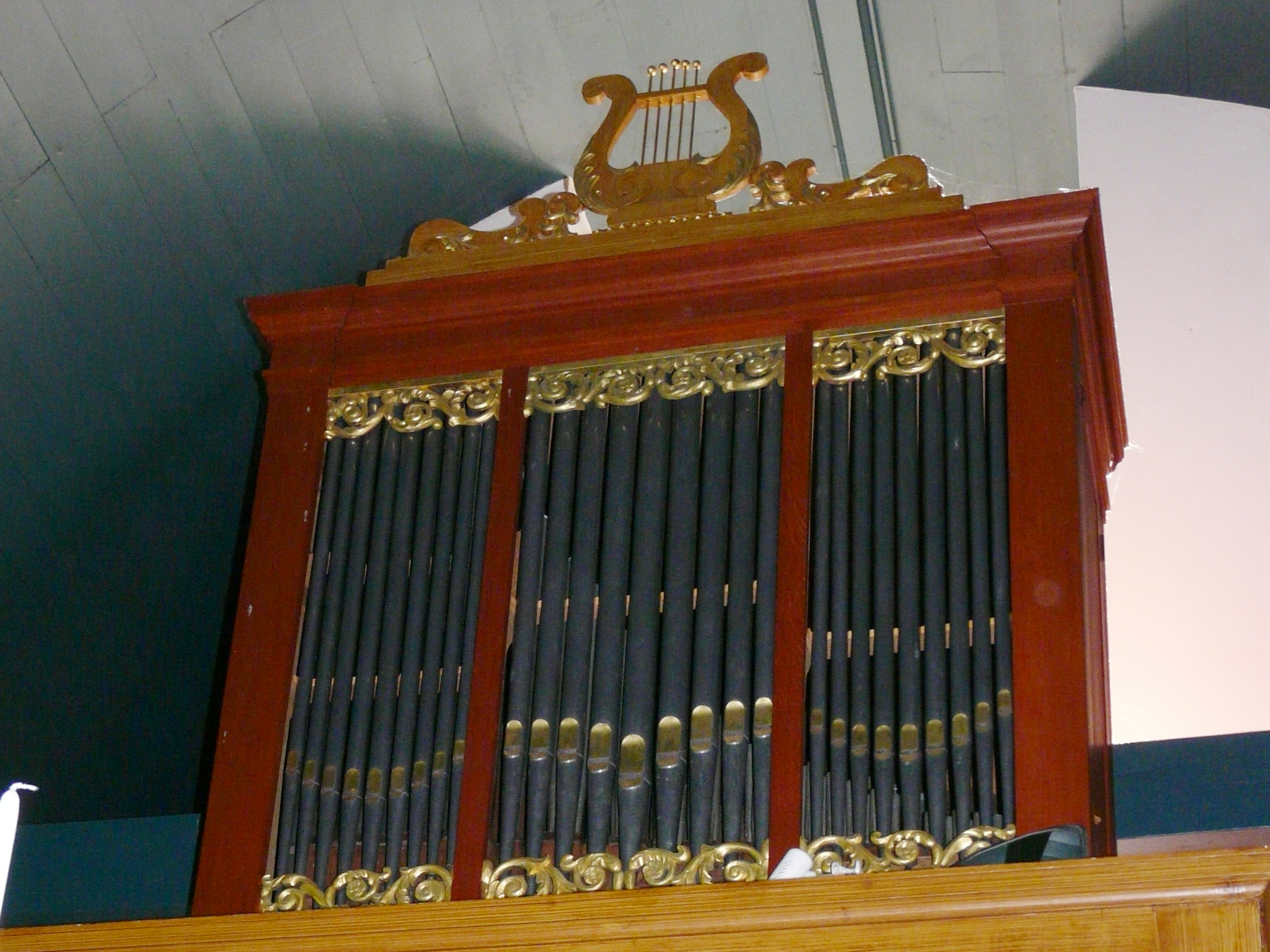
Orgel
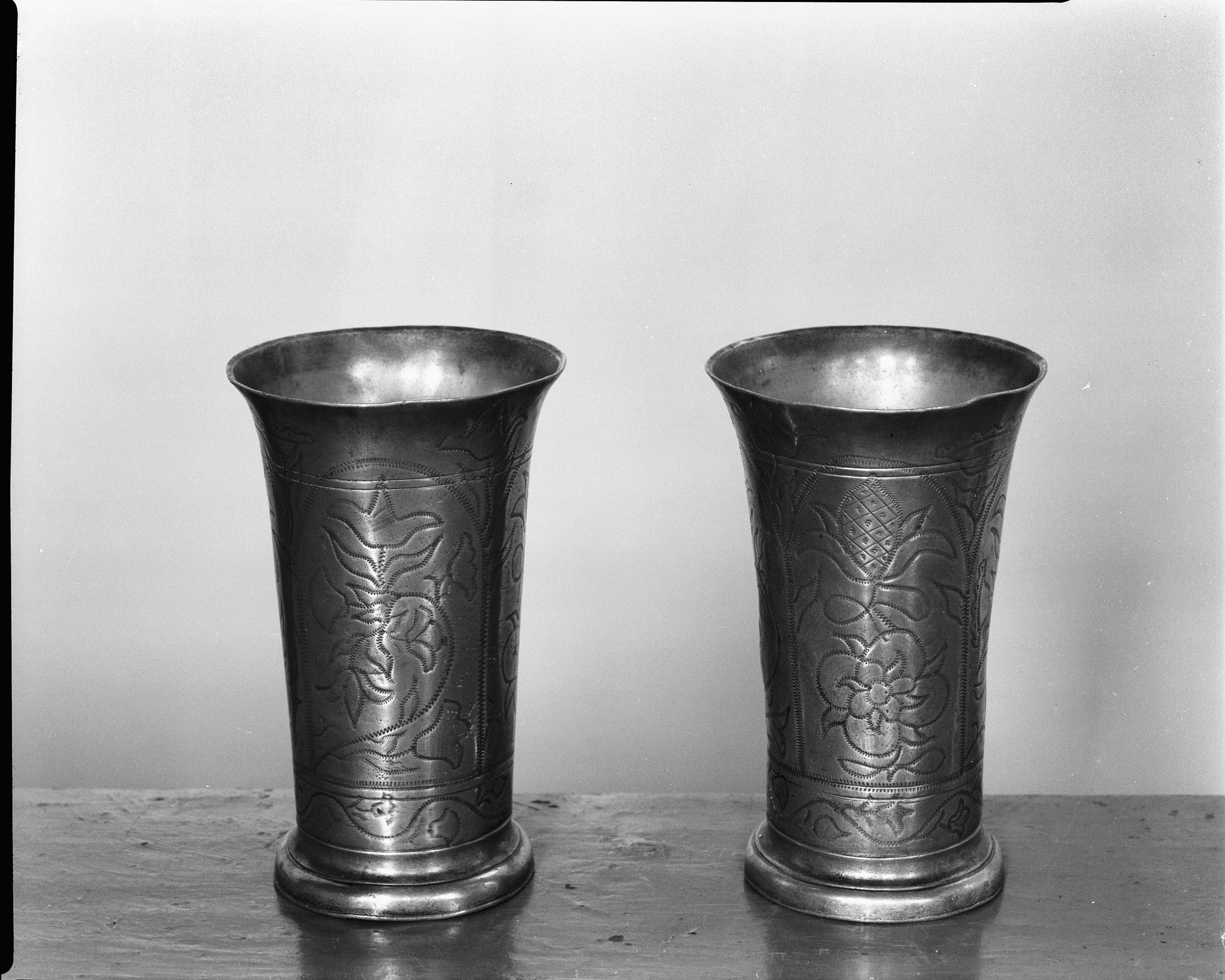
Tinnen bekers